# Polissoir de la Roche au Diable
Le polissoir de la Roche au Diable ou polissoir de la Griffe du Diable est un polissoir situé à Paley, dans le département de Seine-et-Marne en France.

## Historique
Le polissoir est classé au titre des monuments historiques le 28 février 1923.

## Description
Le polissoir est disposé sur une petite dalle de grès (1,70 m de longueur sur 1,20 m de largeur) affleurant du sol. Il comporte quatre rainures de polissage (de 0,45 m à 0,82 m de longueur) avec une arête de fond visible.

## Folklore
Selon la tradition, Saint-Georges rencontra Satan dans la vallée de la Lunain et lui proposa de jouer au palet toutes les âmes que celui-ci avait gagnées dans la journée. Saint-Georges dressa une quille, la Pierre Clouée, et jeta son palet qui atterrit tout près de celle-ci, tandis que celui du diable atterrit beaucoup plus loin et garda imprimé dans la roche la trace de ses doigts crochus, pierre connue depuis lors sous le nom de la Roche au Diable.